# نفتیوگانسک
شهر نفتیوگانسک (به روسی: Нефтеюганск) در کشور روسیه و در اوکروگ خانتی-مانسی اوتونوموس واقع شده‌است.